# Лулу з Монмартру
Лулу з Монмартру (фр. Loulou de Montmartre) — це французький анімаційний телевізійний серіал, створений Франсуазою Бублілом та Жаном Хелпертом, режисер Патрік Кліс і виходить у ефір з 12 березня 2008 року на каналі France 3.

## Сюжет
Париж 1899 р., "Bel Bel Époque", Лулу - молода дівчина-сирота, яка мріє стати прекрасною танцівницею, але після смерті доброго отця Менарда вона їде жити в дитячий будинок противної мадам Троху, яка докладає всіх зусиль, щоб заважають Лулу здійснити її бажання. А хто такий загадковий чоловік, який слідкує за Лулу здалеку і який, здається, знає все про її минуле? Чи справді батьки Лулу мертві?